# G'Kar
G'kar (spelad av Andreas Katsulas) är en av huvudpersonerna i serien Babylon 5. Han uppträder också i spin-off-serien som endast blev ett pilotavsnitt, Legend of the Rangers(?).
G'kar är en narn och är ambassadör för narnerna på rymdstationen Babylon 5. Han porträtteras i början av serien som en mycket aggressiv karaktär, som ofta uttrycker sitt förakt för centaurerna, som tidigare ockuperat planeten Narn. Detta förakt riktar sig också direkt mot den centauriske ambassadören Londo Mollari.
Vid ett tillfälle intar G'kar drogen "dust" som ger brukaren telepatiska krafter. Han försöker under ruset döda Mollari, men ångrar sig i sista stund. Vorlonernas ambassadör, Kosh, tar tillfället i akt och ger G'kar en vision som kommer att förändra honom helt. Ju längre serien fortgår, desto mer andlig och pacifistisk blir G'kar, och mot slutet skriver den forna krigsivraren The Interstellar Alliances författning, där demokrati, rättvisa och frihet lyfts fram.